# Crise financeira na Rússia em 1998
Crise russa de 1998, também conhecida como a Moratória russa de 1998, foi a crise que resultou em uma desvalorização do Rublo e na declaração da moratória (interrupção dos pagamentos externos) até a renegociação da dívida externa.

## Causas estruturais da crise
A Rússia passou por uma profunda crise econômica nos anos 1990, com altas taxas de endividamento, desemprego e inflação e baixos índices de crescimento econômico (PIB). Em grande medida este processo foi resultado de uma transição acelerada e mal sucedida de uma economia planificada para uma economia de mercado, em meio ao colapso político da União Soviética. A crise da economia planificada soviética tem início nos anos 1970, mas foi "maquiada" com a alta no preço das comodities agrícolas e minerais, especialmente do petróleo, após a crise petrolífera de 1973 e a crise petrolífera de 1979-1980. Estes produtos eram exportados em grande quantidade pela então URSS, que também havia aumentado as exportações militares aos países do Terceiro Mundo. Com uma economia aquecida e excesso de moedas fortes nas contas do país, os efeitos negativos da economia planificada não eram percebidos como sérios. Entretanto, a queda no preço das commodities agrícolas, minerais e energéticas (petróleo, gás natural) a partir de 1984-1985, deixou claro os limites daquele modelo. A Perestroika era um plano ousado para realizar uma transição controlada para uma economia de mercado, que fracassou devido ao colapso econômico do país ainda nos anos 1980.
A crise econômica foi agravada pelo colapso político da URSS e a desintegração territorial da União Soviética em 1991. A partir de 1992, a Rússia procura implementar uma política de "choque" econômico em direção ao capitalismo de mercado, que foi desastrosa, pois nem conseguiu reestruturar os setores produtivos tradicionais nem implementar outros novos. A falência de milhares de empresas levou ao aparecimento de milhões de desempregados, acompanhado de altas taxas de violência urbana. O período pós-1992 foi de grande turbulência econômica, quando o país mergulhou em profunda crise econômica, apresentando taxas negativas de crescimento do PIB, altas taxas de inflação e elevado desemprego. O consumo total de energia na ex-URSS caiu em quase 50% quando comparada ao período soviético (até 1991). O desemprego atingia 15% da população economicamente ativa, e 35% dos russos passaram a viver abaixo da linha da pobreza.
O país havia conseguido eliminar a economia planificada do período soviético sem, entretanto, construir uma nova economia. A incapacidade de regulação do Estado se fez sentir em todos os níveis. As máfias passaram vastas regiões do país, enquanto o separatismo resultou em novos conflitos, como a Guerra da Chechênia de 1994.

## Causas conjunturais da crise
Em 1997, a Crise financeira asiática piorou sensivelmente a situação da Rússia, basicamente devido à redução da oferta de crédito internacional e à queda no preço das commodities (agrícolas, minerais e energéticas) exportadas pela Rússia.
A escassez de crédito provocou os efeitos mais imediatos. Sem conseguir novos empréstimos para pagar as dívidas com vencimento de curtíssimo prazo, que ultrapassavam os US$ 40 bilhões, nem as de curto prazo, que chegavam a US$ 80 bilhões (até o fim de 1999), a Rússia decretou uma moratória da sua dívida externa e simultaneamente desvalorizou sua moeda, o rublo.
Ao mesmo tempo, a crise asiática provocou uma curta recessão global, que reduziu a demanda por commodities no mundo todo. O preço do petróleo chegou a cair abaixo de US$ 10,00 durante algumas semanas de 1998 e se manteve abaixo de US$ 15,00 até 1999. Isto reduziu sensivelmente o valor das exportações russas.

## A crise do Rublo
No dia 17 de agosto de 1998, estoura a "crise financeira" da Rússia. O governo russo anuncia a desvalorização do rublo e uma moratória, que inicialmente teria 90 dias de interrupção nos pagamentos externos.

A Crise econômica da Rússia pós-soviética, a crise de 1998 e recuperação econômica nos anos 2000

A crise foi agravada pela retomada dos confrontos na Chechênia e o início de uma nova guerra entre os separatistas e o governo russo.
No ano de 1998 o PIB russo encolheu 4,9% e a inflação daquele ano atingiu 84%.

## Principais consequências da crise
A crise leva à eleição de Vladimir Putin, que inicia um processo de reorganização do Estado russo.
A partir de 1999, sob o governo de Putin, a economia russa começou a se recuperar, mantendo um ritmo de crescimento econômico muito acelerado, ao menos até a Grande Recessão.  Entre 2000 e 2008, o Produto Interno Bruto cresceu, em média, cerca de 7% ao ano.